# Jacek Falski
Jacek Bogumił Falski – polski prawnik i politolog, doktor habilitowany nauk prawnych, adiunkt w Instytucie Nauk Prawnych Polskiej Akademii Nauk, specjalista w zakresie prawa konstytucyjnego i prawa wyznaniowego.

## Życiorys
W 1989 ukończył studia prawnicze na Wydziale Prawa i Administracji Uniwersytetu Warszawskiego. W 1998 w Instytucie Studiów Politycznych PAN na podstawie rozprawy pt. Konstytucyjna zasada równości w Polsce napisanej pod kierunkiem prof. Michała T. Staszewskiego uzyskał stopień naukowy doktora nauk humanistycznych w zakresie nauk o polityce, specjalność: nauki o polityce. Został adiunktem w Instytucie Nauk Prawnych PAN. W 2017 na podstawie dorobku naukowego uzyskał w tym Instytucie stopień naukowy doktora habilitowanego nauk prawnych w zakresie prawa, specjalność: prawo konstytucyjne.